# Gringo Comics
Gringo Comics ist ein deutscher Comicverlag aus Esslingen am Neckar.
Der Verlag wurde 1992 als Amigo Comics von Holger Bommer und Andreas Mergenthaler zur Veröffentlichung des Fanzines Filmriss gegründet. Aufgrund einer Namensähnlichkeit mit einem Spiele-Verlag wurde 1999 der neue Name Gringo Comics angenommen. Der Verlag präsentiert sich regelmäßig beim Comic-Salon Erlangen und dem Comicfestival München.
Der Schwerpunkt  des Verlages ist die Veröffentlichung deutscher Zeichner und Autoren.

## Comicserien (Auswahl)
- Kommissar Eisele
- Kommissar Fröhlich
- Die Kolkas
- Bär liebt Katze
- Kurzer Prozess
- Joe Darling
- Rattenmeute
- Mac Trap
- Der Hartmut
- Kurt
- Superbabe
- Fack die Henne
- Commander Cork